# Rachilde
Marguerite Vallette-Eymery (Château-l'Évêque, 11 de fevereiro de 1860 - Paris, 4 de abril de 1953), conhecida pelo pseudônimo de Rachilde, foi uma escritora francesa.
Representante do decadentismo francês, criou para si mesma, além de um pseudônimo, um passado e uma genealogia fantasiosas: identificava-se, por exemplo, com lobos, dando a entender que havia sido criada entre as feras. Vestia-se com roupas masculinas, apresentando-se, inclusive, como "homem de letras". A sua obra mais conhecida, Monsieur Vénus (1884), trata da relação de uma mulher aristocrata e dominante com um florista feminizado. Publicou boa parte de suas obras no jornal Mercure de France, fundado e dirigido pelo seu marido, Alfred Valette.

## Obras
- L'Oiseau Mouche, Périgueux (L'Echo de la Dordogne, 1877
- Les Grandes Manœuvres de Thiviers, Paris, 1879
- Monsieur de la Nouveauté, Paris, 1880
- La Femme du 199e régiment (fantaisie militaire), Périgueux, 1881
- Histoires bêtes pour amuser les petits enfants d'esprit, Paris, 1884
- Monsieur Vénus, roman matérialiste, Bruxelas, 1884
- Nono, roman de mœurs contemporaines, Paris, 1885
- Queue de poisson, Bruxelles, 1885
- À Mort, Paris, 1886
- La Virginité de Diane, Paris, 1886
- La Marquise de Sade, Paris, 1887
- Le Tiroir de Mimi-Corail, Paris, 1887
- Madame Adonis, Paris, 1888
- Le Mordu, mœurs littéraires, Paris, 1889
- Les Oubliés. L'Homme roux, Paris, 1889
- Minette, Paris, 1889
- La Sanglante Ironie, Paris, 1891
- Théâtre, Paris, 1891
- L'Animale, Paris, 1893
- Le Démon de l'absurde, Paris, 1894
- La Princesse des Ténèbres, Paris, 1896
- Les Hors Nature. Mœurs contemporaines, Paris, 1897
- L'Heure sexuelle, Paris, 1898
- La Tour d'amour, Paris, 1899
- Contes et nouvelles suivis du Théâtre, Paris, 1900
- La Jongleuse, Paris, Mercure de France, 1900
- L'Imitation de la mort, nouvelles, Paris, 1903
- Le Dessous, Paris : Mercure de France, 1904
- Le Meneur de louves, Paris, 1905
- Son Printemps, Paris, 1912
- La Terre qui rit, Paris, Éditions de la Maison du livre, 1917
- Dans le puits ou la vie inférieure, Paris, Mercure de France, 1918
- La Découverte de l'Amérique, Genève, 1919
- La Maison vierge, Paris, 1920
- La Souris japonaise, Paris, 1921
- Les Rageac, Paris, 1921
- Le Grand Saigneur, Paris, 1922
- L'Hôtel du Grand Veneur, Paris, 1922
- Le Château des deux amants, Paris, Flammarion, 1923
- Le Parc du mystère (com F. de Homem Christo), Paris, Flammarion, 1923
- Au Seuil de l'enfer (com F. de Homem Christo), Paris, Flammarion, 1924
- La Haine amoureuse, Paris, Flammarion, 1924
- Le Théâtre des bêtes (ilustrações de Roger Reboussin), Paris, Les Arts et le Livre, 1926
- Refaire l'amour, Paris, Ferenczi, 1927
- Alfred Jarry ou le surmâle de lettres, Paris, Grasset, 1927
- Le Prisonnier (com A. David), Paris, éd. de France, 1928
- Madame de Lydone, assassin, Paris, Ferenczi, 1928
- Pourquoi je ne suis pas féministe, Paris, éd. de France, 1928
- La Femme aux mains d'ivoire, Paris, éd. des Portiques, 1929
- Le Val sans retour (com J.-J. Lauzach), Paris, Fayard, 1929
- Portraits d'hommes, Paris, Mornay, 1929
- L'Homme aux bras de feu, Paris, Ferenczi, 1930
- Les Voluptés imprévues, Paris, Ferenczi, 1931
- Notre-Dame des rats, Paris, Querelle, 1931
- Jeux d'artifice, Paris, Ferenczi, 1932
- L'Amazone rouge, Paris, Lemerre, 1932
- La Femme Dieu, Paris, Ferenczi, 1934
- L'Aérophage (com J.-J. Lauzach), Paris, Les écrivains associés, 1935
- L'Autre Crime, Paris, Mercure de France, 1937
- Les Accords perdus, Paris, Corymbes, 1937
- La Fille inconnue, Paris, Imprimerie la technique du livre, 1938
- L'Anneau de Saturne, Paris, Ferenczi & fils, 1938
- Pour la lumière, Paris, Fayard, 1938
- Face à la peur, Paris, Mercure de France, 1939,
- Duvet-d'Ange. Confession d'une jeune homme de lettres, Paris, Messein, 1943
- Le roman d'un homme sérieux. Alfred Vallette à Rachilde 1885-1889, Paris, Mercure de France
- Survie, Paris, Messein, 1945
- Mon étrange plaisir, Paris, Baudinière, 1934
- Quand j'étais jeune, Paris, Mercure de France, 1947
- Le Château hermétique, sl, Ver Soli Ter, 1963
- À l'Auberge de l'aigle, Reims, À l'Écart, 1977
- L'Homme qui raille dans les cimetières, Paris, Éditions du Fourneau, 1982
- 14 contes de jeunesse, Paris, Éditions du Fourneau, 1983
- Portrait de Hugues Rebell, Reims, À l'Écart, 1987
- Auriant, Reims, À l'Écart, 1987
- Lettre à Charles Régismanset, Reims, À l'Écart, 1991
- Trois lettres à Alfred Jarry, Paris, Les Silènes, 1991
- Sade toujours !, Paris, Éditions du Fourneau, 1992
- Nu primordial, Paris, Éditions du Fourneau, 1992
- Cynismes, Paris, Éditions du Fourneau, 1995